# Solbiate Olona
Solbiate Olona är en ort och kommun i provinsen Varese i regionen Lombardiet i Italien. Kommunen hade 5 446 invånare (2018).